# سيكريمين
سِيكْرِيمِين (بالإنجليزية: Cycrimine)‏ هو دواءٌ مركزيٌّ مضادٌ للكولين صُمِّمَ للحد من مستويات الأسِتيل كولين في علاج مرض الباركنسون. تكمن آلية عمل هذا الدواء في ربط مستقبل الأستيل كولين المسكاريني M1.